# Wendel (football, 1997)
Pour les articles homonymes, voir Wendel.
Marcus Wendel Valle da Silva dit Wendel est un footballeur brésilien né le 28 août 1997 à Duque de Caxias. Il évolue au poste de milieu de terrain au Zénith Saint-Pétersbourg.

## Biographie

### Carrière en club

#### Jeunesse et formation
Wendel commence à jouer au football tardivement. À 17 ans il passe un essai à Benfica mais il n'est pas retenu. De retour dans son pays natal il rejoint les Tigres Do Brasil et est rapidement détecté par Fluminense avec qui il connait une ascension fulgurante.

#### Débuts professionnels à Fluminense
Wendel fait ses débuts professionnels le 18 février 2017 face au club de Voltaço. Laissé sur le banc lors des rencontres suivantes, il se met à jouer régulièrement à partir de mi-mars et devient titulaire indiscutable à partir du mois de mai. Il inscrit son premier but le 2 avril dans le derby Fla-Flu, opposant son club de Fluminense à Flamengo, qui se finira par un match nul 1-1. 3 jours plus tard il fait ses débuts internationaux face au Liverpool Fútbol Club en Copa Sudamericana.

## Statistiques

### En club
| Saison                | Club                     | Championnat           | Championnat | Championnat | Championnat | Coupe nationale | Coupe nationale | Coupe nationale | Coupe de la Ligue | Coupe de la Ligue | Coupe de la Ligue | Supercoupe | Supercoupe | Supercoupe | Compétition(s) continentale(s) | Compétition(s) continentale(s) | Compétition(s) continentale(s) | Compétition(s) continentale(s) | Ligue régionale | Ligue régionale | Ligue régionale | Total | Total | Total |
| Saison                | Club                     | Division              | M.          | B.          | P.d.        | M.              | B.              | P.d.            | M.                | B.                | P.d.              | M.         | B.         | P.d.       | Comp.                          | M.                             | B.                             | P.d.                           | M.              | B.              | P.d.            | M.    | B.    | P.d.  |
| 2017                  | Fluminense               | Série A               | 33          | 5           | 2           | 5               | 0               | 0               | -                 | -                 | -                 | -          | -          | -          | CS                             | 8                              | 1                              | 0                              | 10              | 1               | 0               | 56    | 7     | 2     |
| Sous-total            | Sous-total               | Sous-total            | 33          | 5           | 2           | 5               | 0               | 0               | -                 | -                 | -                 | -          | -          | -          | -                              | 8                              | 1                              | 0                              | 10              | 1               | 0               | 56    | 7     | 2     |
| 2017-2018             | Sporting CP              | Primeira Liga         | 4           | 0           | 0           | -               | -               | -               | -                 | -                 | -                 | -          | -          | -          | -                              | -                              | -                              | -                              | -               | -               | -               | 4     | 0     | 0     |
| 2018-2019             | Sporting CP              | Primeira Liga         | 21          | 1           | 2           | 5               | 1               | 0               | 4                 | 1                 | 0                 | -          | -          | -          | C3                             | 3                              | 0                              | 3                              | -               | -               | -               | 33    | 3     | 5     |
| 2019-2020             | Sporting CP              | Primeira Liga         | 28          | 3           | 2           | -               | -               | -               | 4                 | 0                 | 0                 | 1          | 0          | 0          | C3                             | 6                              | 0                              | 1                              | -               | -               | -               | 39    | 3     | 3     |
| 2020-2021             | Sporting CP              | Primeira Liga         | 1           | 0           | 0           | -               | -               | -               | -                 | -                 | -                 | -          | -          | -          | C3                             | 2                              | 0                              | 0                              | -               | -               | -               | 3     | 0     | 0     |
| Sous-total            | Sous-total               | Sous-total            | 54          | 4           | 4           | 5               | 1               | 0               | 8                 | 1                 | 0                 | 1          | 0          | 0          | -                              | 11                             | 0                              | 4                              | -               | -               | -               | 79    | 6     | 8     |
| 2020-2021             | Zénith Saint-Pétersbourg | Premier-Liga          | 15          | 2           | 3           | 1               | 0               | 0               | -                 | -                 | -                 | -          | -          | -          | C1                             | 4                              | 0                              | 0                              | -               | -               | -               | 20    | 2     | 3     |
| 2021-2022             | Zénith Saint-Pétersbourg | Premier-Liga          | 25          | 3           | 3           | 1               | 0               | 0               | -                 | -                 | -                 | 1          | 0          | 1          | C1+C3                          | 6+2                            | 1+0                            | 0+1                            | -               | -               | -               | 35    | 4     | 5     |
| 2022-2023             | Zénith Saint-Pétersbourg | Premier-Liga          | 16          | 7           | 2           | 5               | 0               | 1               | -                 | -                 | -                 | 1          | 1          | 0          | -                              | -                              | -                              | -                              | -               | -               | -               | 22    | 8     | 3     |
| Total sur la carrière | Total sur la carrière    | Total sur la carrière | 143         | 21          | 14          | 17              | 1               | 1               | 8                 | 1                 | 0                 | 3          | 1          | 1          | -                              | 31                             | 2                              | 5                              | 10              | 1               | 0               | 212   | 27    | 21    |

## Palmarès
Sous les couleurs de Fluminense, il remporte la Coupe Guanabara en 2017. Il est également nommé révélation du Campeonato Carioca cette année-là.
Au Portugal, il est champion avec le Sporting Clube de Portugal lors de la saison 2020-2021, bien que n'ayant joué qu'un seul match durant cet exercice.
Avec le Zénith Saint-Pétersbourg, il est champion de Russie en 2021, 2022 et 2023. Il remporte également la Supercoupe de Russie en 2021 et 2022.